# 陈金釭起义旧址
陈金釭起义旧址是位于中国广东省佛山市三水区乐平镇范湖村的一处清代建筑，为纪念清代广东农民起义领袖陈金釭而设，1983年公布为三水县级文物保护单位，2006年10月25日列入第四批佛山市文物保护单位。

## 简介
始建于清咸丰年间，原是白虎庙及邻近的“合和祥”木店，坐西北向东南，为硬山顶，青砖墙，抬梁式结构，通阔3.6米，进深12.5米，占地面积88平方米，屋前竖有陈金釭的半身石像。2018年5月，当地出资约50万元，将陈金缸起义旧址按照“修旧如旧”的基本原则进行修缮，辟为纪念馆，纪念馆面积扩大至160平方米，纪念馆正面墙面为陈金釭人物浮雕，两侧墙面以图文并茂的形式依次记载了陈金釭一生中八个重要时刻，还陈列了陈金釭起义时期曾经使用的仿制铁炮、兵器等。